# Kordás László
Kordás László (Budapest, 1969. november 28. – 2023. január 30.) magyar közgazdász, szakszervezeti vezető, politikus, 2004–2006 között a Foglalkoztatáspolitikai és Munkaügyi Minisztérium politikai államtitkára, 2015–2021 között a Magyar Szakszervezeti Szövetség elnöke, 2022-től haláláig országgyűlési képviselő (DK).

## Életpályája
Édesapja géplakatosként, édesanyja raktárosként dolgozott a 43-as Állami Építőipari Vállalatnál. Általános iskolai tanulmányait követően, 1987-ben a Csonka János Ipari Szakiskolában szerzett karosszérialakatos-hegesztő végzettséget, majd másfél éves sorkatonai szolgálatot teljesített. Ezt követően a Ikarus Karosszéria és Járműgyár RT. dolgozója lett karosszérialakatos-hegesztőként, ezalatt a Vasas Szakszervezet ifjúsági felelőse és az ifjúsági bizottság elnökhelyettese, illetve elnöke volt. 1994–1998 között a NABI RT. dolgozója és az Autóbuszgyártók Vasas Szakszervezetének elnöke volt. Munkája mellett dolgozók gimnáziumában tanult, 1995-ben érettségizett a Dugonics András Általános Iskola és Gimnáziumban.
1998-ban a Szakszervezeti Ifjúsági Szövetség titkára, majd elnöke lett. 2002–2004 között a Magyar Szakszervezetek Országos Szövetségének alelnöke volt, majd 2004 októberében a Csizmár Gábor vezette Foglalkoztatáspolitikai és Munkaügyi Minisztérium politikai államtitkára lett az első Gyurcsány-kormányban. Tisztségét a második Gyurcsány-kormány megalakulásáig, 2006 júniusáig töltötte be, majd 2007-ben a Foglalkoztatási és Szociális Hivatal főigazgatói tanácsadója lett. 
2008-ban a Széchenyi István Egyetem Kautz Gyula Gazdaságtudományi Kar gazdálkodási szakán közgazdász diplomát szerzett, majd 2009-ben a Kormányzati Személyügyi Szolgáltató és Közigazgatási Képzési Központban közigazgatási alapvizsgát és közigazgatási szakvizsgát tett. 2009–2011 között a Foglalkoztatási Hivatal főigazgató-helyettese volt, majd különböző alapítványok tanácsadójaként dolgozott. 2012-től a Közmunkás Szakszervezet főtitkára volt, 2015-ben pedig a Magyar Szakszervezeti Szövetség elnöke lett. Elnöki posztjáról 2021 szeptemberében mondott le, amikor belépett a Demokratikus Koalícióba. A párt XVI. kerületi szervezetének lett tagja.
A 2022-es országgyűlési választáson az Egységben Magyarországért pártszövetség országos listájának 30. helyéről szerzett mandátumot, az Országgyűlésben a vállalkozásfejlesztési bizottság alelnöke lett.
2022 szeptemberétől – 4 hónapon keresztül – haláláig Dobrev Klára árnyékkormányának bér- és munkaügyi árnyékminisztere volt.